# Foz do Arelho
Foz do Arelho ist eine Gemeinde (Freguesia) im portugiesischen Kreis Caldas da Rainha. In ihr leben rund 1400 Einwohner (Stand 19. April 2021).

## Geschichte
Seit 1580 ist Foz do Arelho als steuerpflichtige Ortschaft dokumentiert. 1919 wurde es eine eigenständige Gemeinde (Freguesia), durch Loslösung des Gebietes aus der Gemeinde Serra do Bouro.
2009 wurde der Ort zur Vila (Kleinstadt) erhoben.
1892 sank vor der Küste des Ortes das britische Passagierschiff Roumania und Teiles des Wracks liegen noch heute vor der Küste auf Grund.

## Kultur, Sport und Sehenswürdigkeiten

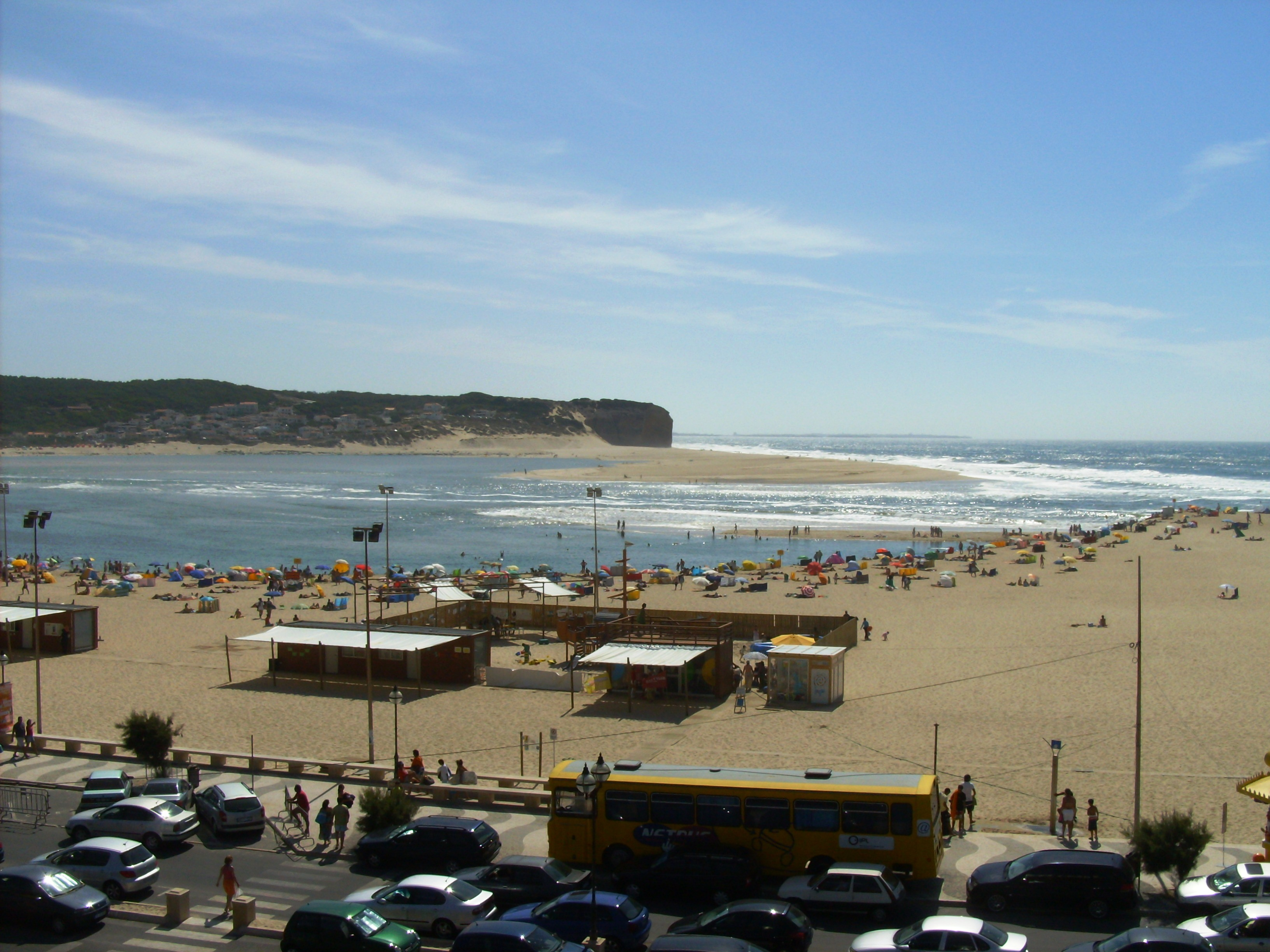
Der Strand von Foz do Arelho

Der Strand des Ortes ist mit der Blauen Flagge ausgezeichnet und ist sowohl bei Badetouristen wie auch bei Wassersportlern beliebt. Die Lagune von Óbidos eignet sich zur Vogelbeobachtung, außerdem können hier verschiedene Wassersportarten betrieben werden, insbesondere Surfen, Rudern und Kiteboarden.
Das kleine Museum Núcleo Etnográfico zeigt in einer Dauerausstellung die Geschichte des Ortes anhand von traditionellen Alltagsgegenständen und anderen Exponaten. Im Gebäude der Grundschule ist zudem die Bibliothek der Gemeinde, und während der Sommermonate die Touristeninformation des Ortes untergebracht.

## Wirtschaft
Die Fischerei und die Algengewinnung in der hiesigen Lagune von Óbidos sind traditionell von Bedeutung. Der Fremdenverkehr spielt jedoch heute eine bestimmendere Rolle im Ort, mit einer Vielzahl an Gastronomie- und Hotelbetrieben.
Es gibt hier von der staatlichen Einrichtung „Inatel“ unterhaltene Einrichtungen auch es existiert hier auch ein Campingplatz.